# 查尔斯镇 (西弗吉尼亚州)
查尔斯镇（英語：Charles Town）是美国西維吉尼亞州的一座城市，傑佛遜郡县治，2020年统计人口6,534人。